# Îles Riau (archipel)
Pour les articles homonymes, voir Îles Riau.
Les îles Riau, en indonésien Kepulauan Riau, forment un archipel d'Indonésie situé entre l'extrémité méridionale de la péninsule Malaise et Singapour au nord et Sumatra au sud-ouest. Administrativement, elles font partie de la province des îles Riau. L'archipel est composé de 1 795 îles dont seulement 394 sont habitées. Tanjungpinang, la plus grande ville de l'archipel et capitale de la province, est située sur l'île de Bintan, non loin de Singapour.

## Géographie
Les îles Riau sont baignées par le détroit de Singapour au nord et la mer de Chine méridionale à l'ouest, au sud et à l'est. Elles s'étirent d'est en ouest face à Singapour et à l'extrémité de la péninsule Malaise au nord, à l'est de Sumatra et au nord des îles Lingga. Pulau Abang est l'île la plus méridionale et la plus proche de l'archipel Lingga.

## Histoire
Les îles Riau sont situés sur une des plus anciennes routes commerciales maritimes du monde, qui relie la Chine à l'Inde et au Moyen-Orient. Une inscription bouddhique a été trouvée à Pasir Panjang, dans l'île de Karimun, qu'on a datée du IXe siècle. Selon la tradition, Parameswara, un prince du royaume de Sriwijaya dans le sud de Sumatra, refusant la suzeraineté du royaume de Majapahit dans l'est de l'île de Java, se réfugie sur l'île de Temasek (l'actuelle Singapour), mais s'établit finalement sur la côte ouest de la péninsule Malaise vers 1400 et fonde Malacca. En 1511, une flotte portugaise, partie de Goa en Inde sous le commandement du vice-roi Afonso de Albuquerque, s'empare de Malacca, qui était devenu le plus grand port d'Asie du Sud-Est. Le sultan Mahmud se réfugie dans l'île de Bintan. Les Portugais détruisent la place en 1526. Le sultan fonde une nouvelle capitale à Johor à la pointe sud de la péninsule Malaise.
Le traité de Londres de 1824, signé entre les Britanniques et les Néerlandais, accorde à ces derniers le contrôle des territoires revendiqué par les Européens au sud de Singapour, fondée en 1819 par Thomas Stamford Raffles. Les îles Riau se retrouvent ainsi séparées du sultanat de Johor. Plus généralement, ce traité marque la séparation du monde malais en deux parties, l'une se trouvant aujourd'hui en Malaisie et l'autre en Indonésie.
En 1989, le Premier ministre de Singapour Lee Kuan Yew propose l'instauration du triangle industriel SIJORI (pour Singapour, Johor et Riau) et en 1994, un mémorandum d'entente est signé en ce sens par la cité-État et ses voisins malaisien et indonésien. Cet accord favorise le développement économique de l'archipel, tout en permettant une certaine mainmise singapourienne sur ses ressources.  

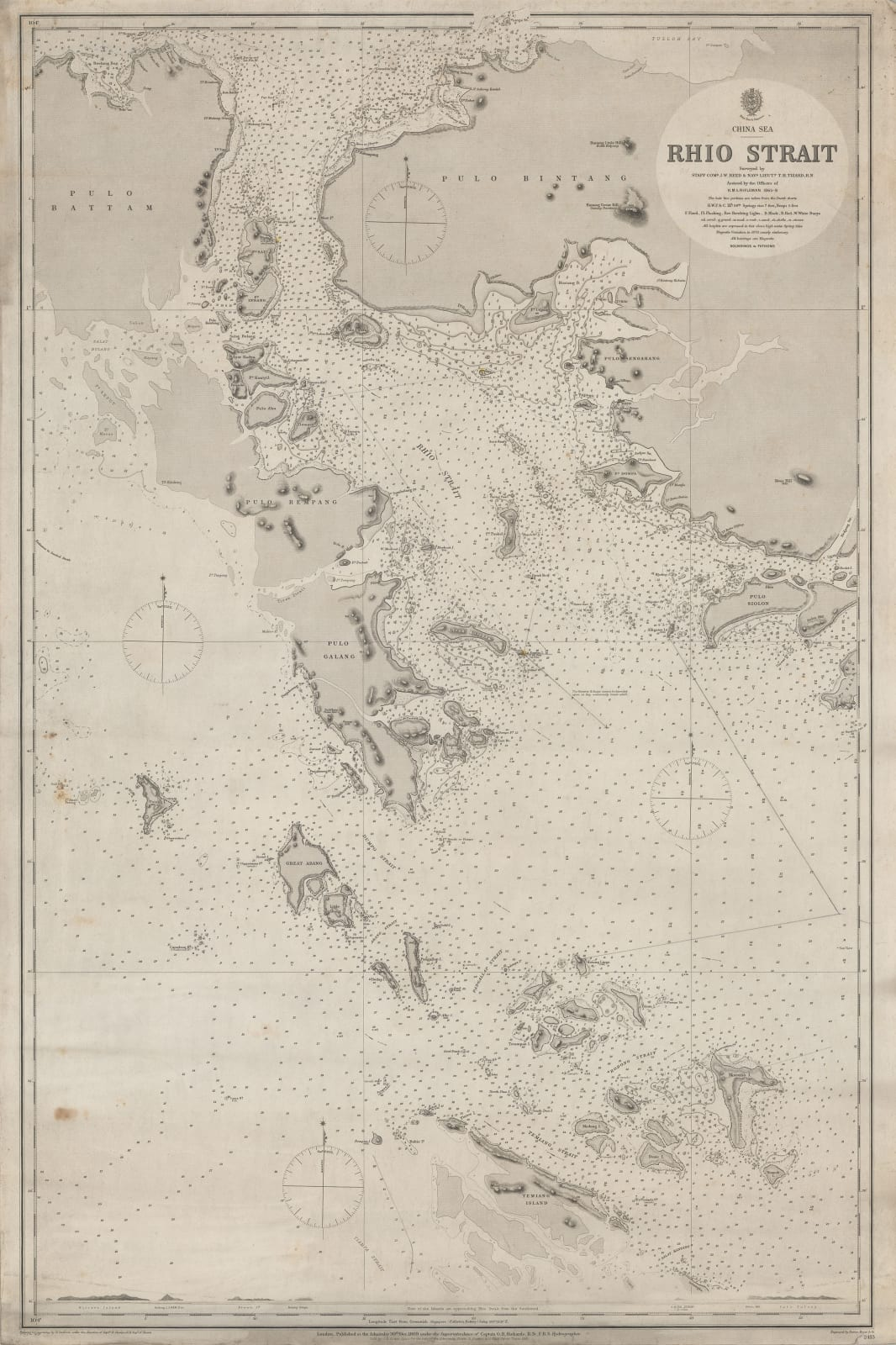
Carte de l'amirauté britannique du détroit de Riau de 1881.

## Langue et culture

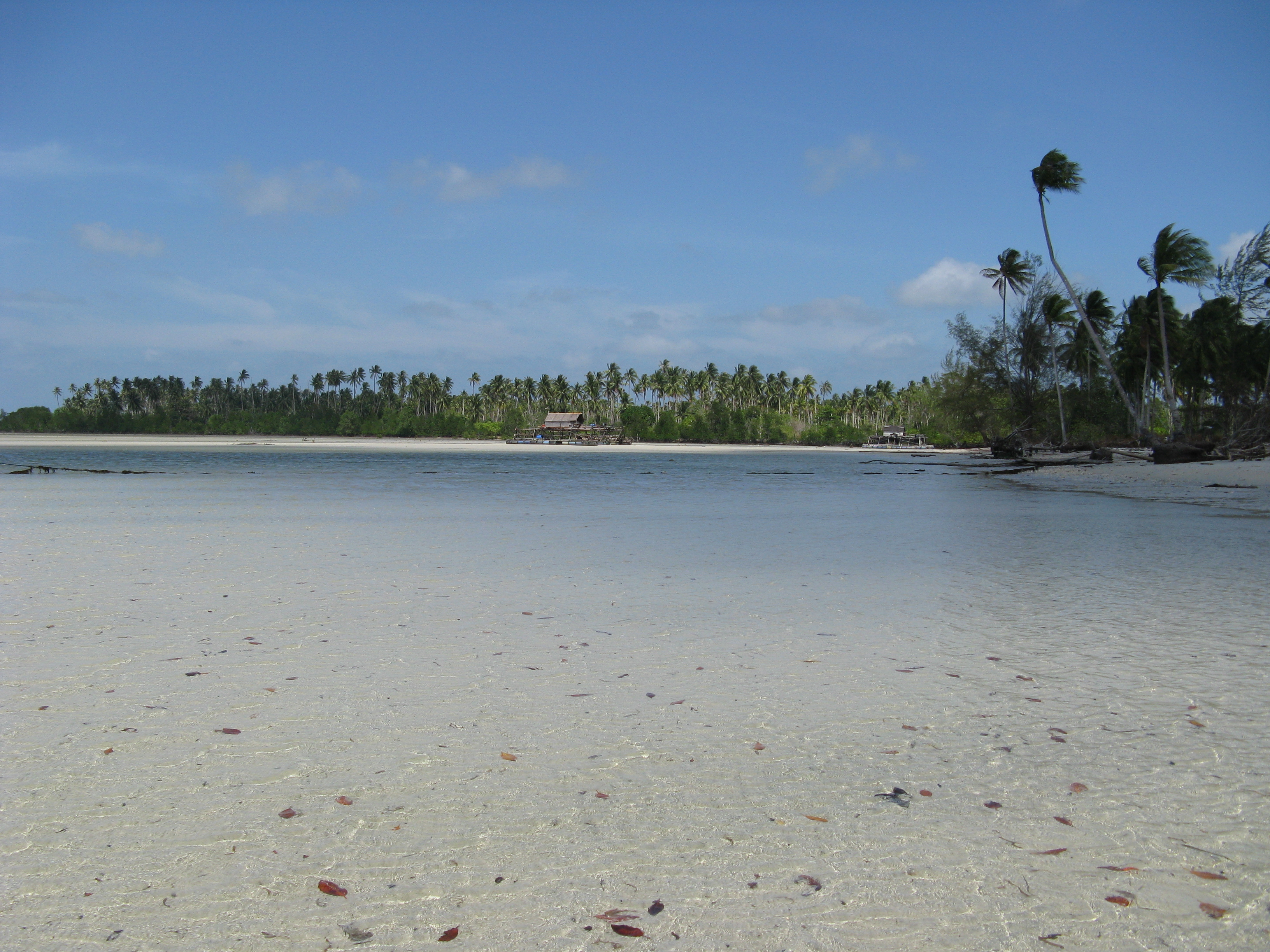
L'archipel des Îles Riau

Les îles Riau sont considérées comme le berceau de la langue malaise, parlée sur la côte est de Sumatra, dans les provinces de Sumatra du Nord, Jambi et Sumatra du Sud, sur la bande côtière des provinces de Kalimantan occidental et Kalimantan du Sud à Bornéo, en Malaisie et à Singapour. La première grammaire malaise moderne, la Bustanul Katibin, a été écrite à Bintan en 1857.
Trois inscriptions, datées de 683, 684 et 686, et rédigées dans une forme archaïque de malais, révèlent l'existence d'une kadatuan (principauté) nommée Sriwijaya. Cette cité-État se trouvait sur le site de l'actuelle Palembang. Des textes arabes et chinois confirment que Sriwijaya était un État puissant qui contrôlait le trafic maritime dans le détroit de Malacca, à l'époque déjà une importante voie maritime internationale. Cette puissance a probablement favorisé l'utilisation du malais comme langue d'échange entre les ports de la région.
Située sur la route de la soie maritime, Malacca, fondée sur la péninsule Malaise par un prince de Sumatra, est une escale importante pour les marchands musulmans qui contrôlent ce commerce. Durant le XVe siècle, cette cité-État devient à son tour le port le plus important de la région. L'essor du commerce entre les îles fait du malais la langue des ports et des échanges dans l'archipel.
Le mouvement nationaliste né au début du XXe siècle dans les Indes néerlandaises décide tout naturellement d'adopter le malais comme langue de la future nation indépendante et le baptise indonésien. En 1928, les diverses associations de jeunes indigènes des Indes Néerlandaises, réunies en congrès, prononcent un « Serment de la Jeunesse » par lequel ils déclarent adopter trois idéaux : une patrie, l'Indonésie, une nation, la nation indonésienne, une langue, l'indonésien.
La population de l'archipel de Riau est composée des ethnies suivantes : Malais, Bugis, Javanais, Sundanais, Arabes, Chinois, Minangkabau, Batak, Florès et Banjar de Sulawesi.

## Économie
Le cœur de l'économie des îles Riau est l'île de Batam, située en face de Singapour.

## Tourisme
L'île de Bintan est un lieu de villégiature très prisé des Singapouriens qui peuvent s'y rendre soit directement en deux heures de bateau, soit en passant par l'île voisine de Batam. Sa capitale, Tanjung Pinang, est une vivante petite ville. Elle possède un musée Jalan Katamso. Une grande partie de la vieille ville est toujours construite dans le style traditionnel, c'est-à-dire sur pilotis. Bintan est un bon point de départ pour les autres îles de la région.
La petite île de Penyengat, située à six kilomètres de Tanjung Pinang, est atteinte en quinze minutes par sampan à moteur. Siège de puissants vice-rois Bugis au XVIIIe siècle, Penyengat porte encore des traces de son illustre passé. Des ruines, abandonnées pendant près de 70 années, ont été récemment restaurées. Le vieux palais et des tombes princières, parmi lesquelles celle du respecté Sultan Haji, auteur de la première grammaire moderne de la langue malaise, sont parmi ces vestiges du sultanat de Riau. La vieille mosquée vice-royale, la Mesjid Raya, est toujours utilisée. Un nouveau centre culturel donne des spectacles de musique et de danses malaises.
Proche de Singapour, l'île de Batam est à la fois un centre industriel, commercial et touristique.
Avec ses milliers d'îles, l'archipel de Riau abonde en plages et spots de plongée, parmi lesquels Trikora sur Bintan, à environ cinquante kilomètres au sud de Tanjung Pinang, dans l'est de l'île. On trouve également des plages sur les îles de Terkulai et Soreh, à environ une heure de bateau de Tanjung Pinang. Une des plages les plus populaires est Nongsa sur Batam, d'où on aperçoit les gratte-ciels de Singapour. Des jardins marins se trouvent dans les îles de Mapor, Abang, Pompong, Balang et Tanjung Berkait.